# シデルサウラ
シデルサウラ(Sidersaura)はレッバキサウルス科に分類される絶滅した恐竜の属。

## 発見と命名
化石はアルゼンチンネウケン州のウインクル層の砂岩の中から発見された。
ホロタイプ標本MMCh-PV 70は頭骨、胴椎・尾椎等の椎骨、腸骨、肩甲骨、腓骨・脛骨・中手骨・指骨・末節骨を含む肢で構成される。パラタイプとして指定された標本にMMCh-PV 236（椎骨、肋骨、中手骨、大腿骨、腓骨など）、MMCh-PV 307（腓骨）、MMCh-PV 309（椎骨）がある。
属名は「星トカゲ」の意味で、血道弓が星型の形態であったことに由来し、種小名は博物館ディレクターを務めたMara Ripollへの献名。

## 形態
全長約20メートル、体重約15トンと推定され、既知のレッバキサウルス科で最大。
首が長く、アヒルの嘴に類似した頭部前半の形態を持っていた。